# Stratinska
Stratinska (cyr. Стратинска) – wieś w Bośni i Hercegowinie, w Republice Serbskiej, w mieście Banja Luka. W 2013 roku liczyła 196 mieszkańców.